# Regiment de cavalleria La Fe
El Regiment de cavalleria La Fe fou una unitat militar de l'Exèrcit Regular de Catalunya durant la Guerra de Successió.

## Història
El Regiment, de 250 cavalls, fou llevat l'any 1713 després de la declaració de guerra de les autoritats de Catalunya contra el Duc d'Anjou i el Regne de França, comandat per Sebastià de Dalmau i Oller, finançat amb el patrimoni del seu pare Amador Dalmau i Colom, qui a més finançà els 200 artillers que componien l'Artilleria de Catalunya, i la compra de dos vaixells per la marina de Catalunya el setembre. La unitat podia haver arribat a assolir els 750 soldats en posteriors ampliacions, tot i que normalment disposava d'una plantilla de 500 combatents, enquadrats en 10 companyies de 47 soldats amb els oficials a part.
La major part del regiment, gairebé tots muntats, participà en diverses campanyes militars pel Principat acompanyats per miquelets. El regiment va tenir una participació destacada al combat de Caldes d'Estrac, contra la cavalleria francesa. A finals d'agost part 30 homes de les forces del regiment que restaven a Barcelona van sortir comandants pel capità Joan de Casanovas escortant el marquès del Poal cap a l'interior. El 5 d'octubre el regiment va ser abandonat pel coronel Sebastià Dalmau, seguint les ordres del diputat militar. Una part de les forces va trencar el cordó i va reentrar a Barcelona, mentre que una altra part va retornar a Cardona.
Els que van retornar a Barcelona participarien en la ràtzia del 2 de gener de 1714 contra els magatzems borbònics de Salou, on aconseguirien capturar un gran botí. El 13 de juliol també participarien en l'atac contra la primera paral·lela, patint importants baixes, inclòs el tinent coronel Cavero, que és fet presoner de guerra. Durant la batalla de l'11 de setembre, les forces restants, la majoria dispersades i desmuntades, col·laboren amb la Coronela de Barcelona en la defensa. Trenta genets, encara amb muntura i dirigits pel sergent major Gaietà Antillón van flanquejar pels horts en el contraatac de Casanova amb la bandera de Santa Eulàlia.
Les forces que van retornar a Cardona també continuarien combatent i el 14 d'agost del 1714 tindrien un paper destacat en la victòria a la batalla de Talamanca.

## Uniforme i equipament
L'uniforme del Regiment de La Fe es pot diferenciar segons dos períodes:
- Agost 1713. Casaca grana, gira verda, jupa grana, calces grana, mitges vermelles, corbata blanca i botons i galons argentats.
- A partir de febrer de 1714. Casaca grana, gira verda, jupa groga, calces grana, mitges vermelles, corbata blanca i botons i galons argentats.

Castellví va descriure l'uniforme dels oficials de La Fe: vestits luxosos de color grana, mantilles grana i brodat d'argent. La tela que cobria els timbals, l'engalanat de les trompetes i l'estendard eren verds amb argent. Les faixes que duien els oficials podien ser d'un color qualsevol però sovint en duien de color groc, que era usual entre les forces austriacistes.